# 比瑟姆塔

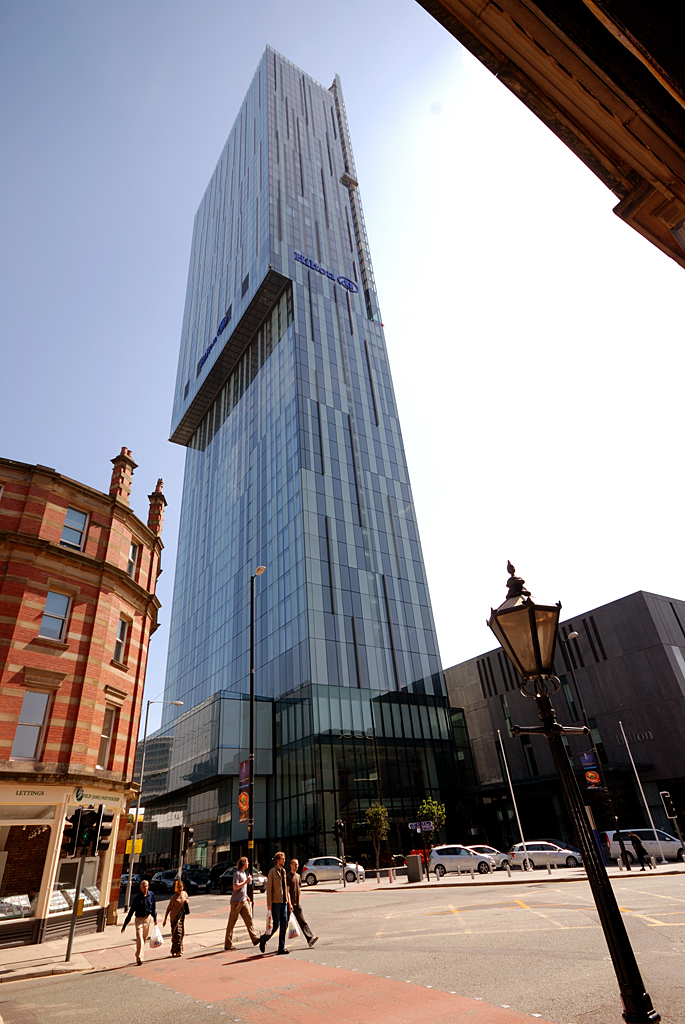
地面仰视

比瑟姆塔（Beetham Tower），又稱希爾頓塔（ Hilton Tower），是位於英國英格蘭城市曼徹斯特的一座摩天大樓，是曼徹斯特的地標之一。設計者是Ian Simpson。比瑟姆塔竣工於2006年，有47層，高169米，曾是曼徹斯特第一高樓，直到2020年被丁斯蓋特廣場南塔超越。

## 外部連結
- Beetham Tower, Manchester at BeethamTower.org （页面存档备份，存于）
- Why does the Beetham Tower hum? （页面存档备份，存于）